# Geleia do Rock
Geleia do Rock foi um talent show produzido e exibido pelo canal Multishow. Sua primeira temporada entrou no ar pela primeira vez no dia 8 de setembro de 2009, de lá para cá o programa já se encontra em sua terceira edição.
As gravações acontecem na Toca do Bandido.

## Formato do programa
Durante as primeiras semanas do programa, os participantes eram distribuídos em três diferentes formações de grupos para se conhecerem melhor e criarem afinidades musicais. Cada banda tinha um líder que é responsável pelo funcionamento do grupo e o dono da palavra final em todas as decisões.
Em cada programa era dada uma tarefa que exige criação das bandas formadas, como por exemplo compor músicas próprias ou dar novas versões a canções consagradas do rock nacional. Elas eram avaliadas pelo júri formado por Beto Lee, Jorge Davidson e Leléo. A banda vencedora da tarefa toca com Beto Lee ao fim do episódio em questão.
A cada episódio um participante era eliminado por escolha do júri, baseando-se em critérios como técnica, apresentação e convivência com o grupo durante o programa. Com as eliminações e a diminuição dos participantes, a partir de determinado episódio ficarão apenas duas bandas fixas que se enfrentavam em provas e disputavam a preferência do público.
Em cada episódio o programa recebia um convidado, um músico profissional, jornalista ou produtor musical. O convidado passava um dia inteiro com os participantes e dava sua opinião na avaliação, mas não votava no júri.
Após a formação das duas bandas fixas, outras provas eram aplicadas para que disputassem entre si. Ambas as bandas pensavam em seus nomes, formações, repertórios e estilos. Elas passavam a conviver e ensaiar, montando o próprio show para o público.
A banda vencedora era escolhida por votação do público no site do Multishow e ganhava como prêmio um show transmitido pelo canal.

## Participantes

### 1ª temporada
A primeira temporada contou com 16 participantes.
- Eduardo Pedreira - Contra-baixo
- Felipe Fernandes - Guitarra
- Felipe Ferreira - Bateria
- Gabriel Salazar - Vocal
- Iury Alonso - Guitarra
- Larissa Conforto - Bateria
- Leonardo Justi - Vocal
- Lucas Parada - Bateria
- Luen - Vocal
- João Pedro Bonfá - Guitarra
- João Pedro Roche - Vocal
- Mateus Chiavassa - Contra-baixo
- Pam Turk - Contra-baixo
- Paula Hering - Vocal
- Pedro Terra - Guitarra
- Stephan Feitsma - Guitarra.
Bandas formadas
- Luen e Seus Neurônios1 - Felipe Fernades, Felipe Fereira, João Pedro, Luen e Pedro Terra.[5]
- Ultraleve - Eduardo Pedreira, Larissa Conforto, Leonardo Justi, Lucas Parada e Stephan Feitsma.[6]

↑1  Luen e Seus Neurônios venceu o programa através de votação na internet.

### 2ª temporada
A segunda temporada contou com 18 participantes, sendo que um deles foi escolhido em votação pela internet.
- André Coelho - bateria
- Christofer Grings - guitarra
- Diego de Toni - bateria
- Guilherme Lirio - guitarra
- Gustavo Lima Raulino - contrabaixo
- Jayme Monsanto - contrabaixo
- Joana Cid - contrabaixo
- John Donovan - Vocal
- Leonardo Marques Vieira - guitarra
- Lucas Tagore - bateria
- Luiza Maciel Casé - Vocal
- Marcela Martinez - Vocal e guitarra
- Matheus Torreão - contrabaixo
- Rafael Mascarenhas - Guitarra e violão
- Sofia Luz - Vocal e violão
- Thiago Pavarini - guitarra
- Victor Padovan - bateria
- Yuri Amorin - Vocal e guitarra
Bandas formadas2
- Johnny and The Hookers - Guilherme Lirio, Gustavo Lima, John Donavon, Lucas Tagore e Rafael Mascarenhas.[9]
- Os Gutembergs - André Coelho, Joana Cid, Leonardo Vieira e Luiza Casé e Matheus Torreão.[10]

↑2  Devido à morte do participante Rafael Mascarenhas nenhuma das bandas foi declarada vencedora e ambas tiveram seu show exibido pelo Multishow.

### 3ª temporada
A terceira edição encontra-se em exibição e conta com 20 participantes
- Antonio Pedro - Teclado
- Bruno Flores - Guitarra
- Filipe Lacerda - Baixo
- Filippe Dias - Guitarra
- Fred Israel - Baixo
- Gabriel Levan - Vocal
- Giu Costa - Vocal
- Gustavo Tibi - Teclado
- Gustavo Tavares - Bateria
- Guy Charnaux - Bateria
- Hercio Gouveia- Vocal
- Hugo Nogushi - Baixo
- Luiza Breves - Vocal
- Luíza Tavares - Bateria
- Magno Brito - Baixo
- Milena Takatsu - Guitarra
- Rafael Casqueira - Guitarra
- Sarah Abdala - Vocal
- Tai Fonseca - Vocal
- Zé Martins - Bateria
Bandas formadas
- Theremim3 — Sarah Abdala, Milena Takatsu, Antonio Pedro, Hugo Noguchi, José Martins
- Tai — Tai Fonseca, Rafael Casqueira, Fred Israel, Magno Brito, Gustavo Tavares

↑3  Theremim foi a banda vencedora.